# 南阳市第十三中学
南阳市第十三中学校，即河南省南阳市第十三中学，简称南阳十三中，是一所位於中华人民共和国河南省南阳市的初級中學。該校創建於1976年，是南阳市教育局直属中学。2011年增加南阳十三中北校区（原南阳二十八中)。2017年11月，南阳市第十三中学获评第一届全国文明校园。。2019年9月，启用七一路新校区（原南阳市理工学院师范学院），供七年级师生使用，原文化路校区供八年级和九年级师生使用。2021年7月，为彻底解决老校舍安全问题。翻新七一路校区，于2021年9月交付于七年级及八年级师生使用。

## 校训 校风 教风 学风 格言
- 校训：一切为了师生的可持续发展
- 校风：崇德至善 求真笃学
- 教风：爱心+耐心 诲人不倦
- 学风：专心+恒心 学而不厌
- 格言：不甘平庸 追求卓越

## 办学条件

### 硬件设施
学校固定资产2000余万元，图书馆藏书20000余册。学校物理、化学、生物实验室达到省定标准，微机教室、多媒体教室、校园局域网、教学一体机等教学设施基本满足教学的需要。

### 师资力量
特级教师1人，国家级骨干教师4人，省级学科带头人、骨干教师9人，市级名师2人，市级学科带头人18人，市级骨干教师30人。获得高级技术职务的教师40人，中级技术职务教师49人，高、中级教师占教职工总数的50％以上，教师学历达标率为100%。

## 学校荣誉
全国文明校园、河南省文明单位、国家级和谐校园先进学校、全国中小学外语教研工作示范学校、河南省科技创新大赛优秀组织奖、省文明学校、省级卫生先进单位、省电化教育一类学校、省教师发展学校、省语言文字示范学校、省绿色学校、省体育达标先进单位、省千万青少年健身活动先进单位、省体育传统项目学校、市示范学校、市英语教学改革实验学校、市思想政治工作先进单位、市教研基地学校等多项荣誉，被市教育局评为目标管理先进单位、教育教学先进单位。
2019年，南阳市第十三中学荣获西安交通大学少年班优质生源基地的荣誉。